# Tori Busshi

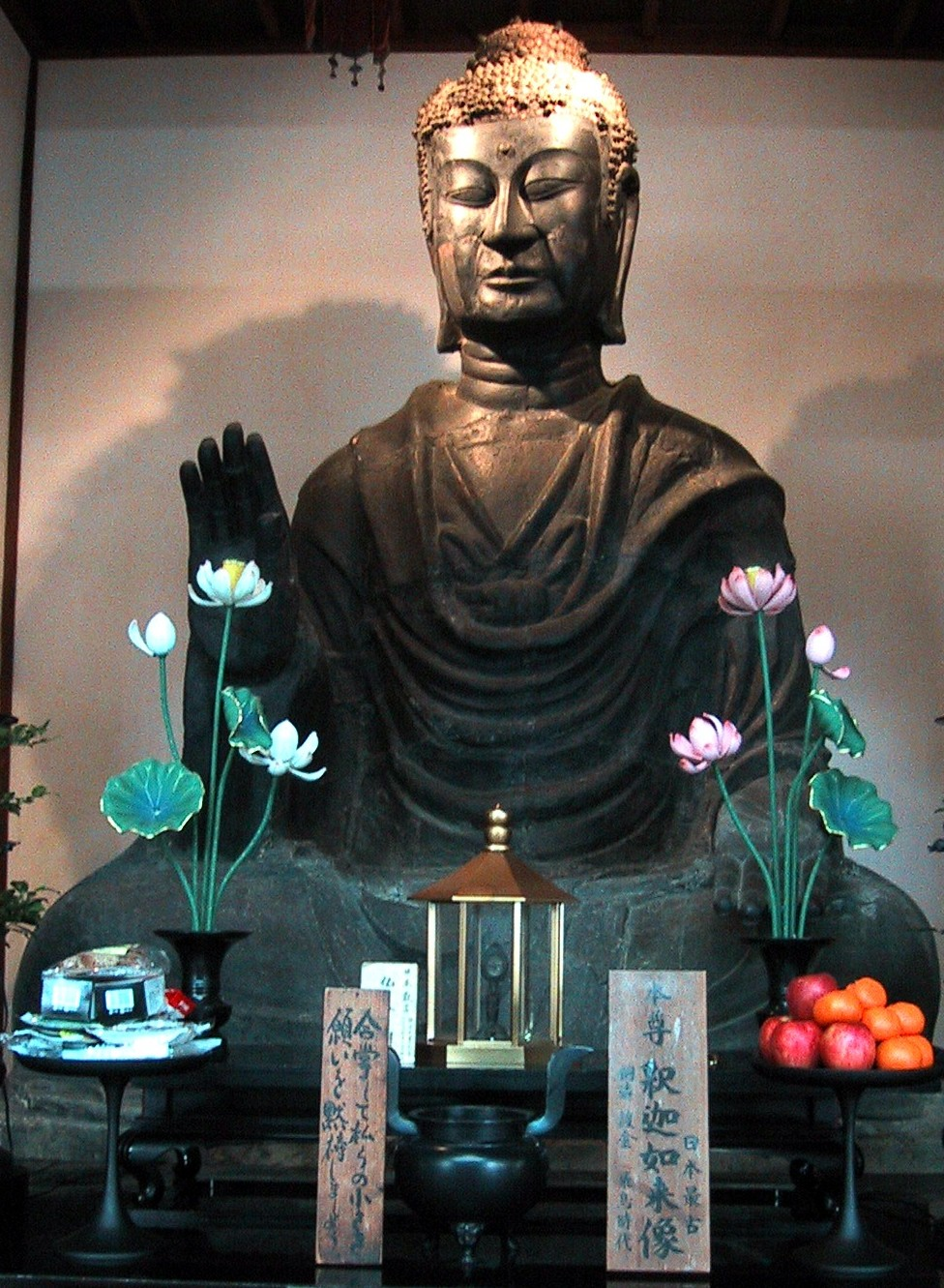
Imaginea Shaka a lui Asukadera, sculptată de Tori Buddhi în 606

Tori Busshi (în japoneză 止利仏師; トリ・ブッシ; n. secolul al VI-lea d.Hr.) a fost un sculptor japonez activ la sfârșitul secolului al VI-lea și începutul secolului al VII-lea. Făcea parte din clanul Kuratsukuri (鞍作, „fabricant de șei”), iar titlul său complet era Shiba no Kuratsukuri-be no Obito Tori Busshi (司馬鞍作部首止利仏師); Busshi este un titlu care înseamnă „creatorul imaginilor budiste”. La începutul secolului al VII-lea, Tori Busshi devenise sculptorul favorit al lui Soga no Umako⁠(d) și al prințului Shōtoku. Astfel de patroni de rang înalt indică faptul că Tori era foarte apreciat ca artist și nu doar ca un meșter anonim. Multe sculpturi existente din perioada Asuka din bronz aurit sunt atribuite lui Tori și atelierului său. Lucrările artistului simbolizează sculptura japoneză din acea epocă, cu figurile sale solide, geometrice, în ipostaze caracteristice orientate frontal.

## Viața și lucrările
Bunicul lui Tori a fost Shiba Tatto, care a emigrat în Japonia din Asia continentală în 522. Shiba și fiul său, Tasuna, au fost amândoi producători de șei. Funcția era ereditară, iar ornamentele obișnuite pentru șei la acea vreme i-au familiarizat pe ei și pe tânărul Tori cu turnarea metalului, prelucrarea lacului și sculptura în lemn. Înregistrările indică faptul că în 588, Tasuna ar fi devenit un călugăr budist și a sculptat o statuie a lui Buddha din lemn.
Prima lucrare cunoscută a lui Tori Busshi este o imagine Shaka din bronz din Asuka-dera, Asuka, Prefectura Nara, pe care a terminat-o în 606. Lucrarea a făcut o impresie favorabilă împărătesei Suiko, iar aceasta i-a acordat lui Tori terenuri și un rang echivalent cu cel al unei persoane de gradul cinci de mai târziu. În acest an, Tori a realizat și o tapiserie brodată.
Yakushi Nyorai (Buddha al vindecării) din Wakakusa-dera este adesea atribuit lui Tori Busshi. Lucrarea a fost realizată în 607 la cererea împăratului Yōmei și a prințului Shōtoku pentru nou înființata Wakakusadera. Atribuirea lucrării lui Tori provine dintr-o inscripție de pe spatele aureolei lui Buddha. Cu toate acestea, această inscripție a fost realizată probabil mai târziu de anul 607, ceea ce îi face pe mulți cercetători să speculeze că lucrarea existentă este o copie a unui original care s-ar fi pierdut într-un incendiu al templului în 670. Cu toate acestea, istoricii de artă, precum Seiroku Noma susțin că numai Tori Busshi avea abilitățile necesare pentru a realiza această lucrare. Lucrarea se află acum în Hōryū-ji, Ikaruga, Prefectura Nara.
Istoricii de artă numesc cu regularitate Triada Shaka din Hōryūji drept capodopera lui Tori. O inscripție de pe spatele aureolei afirmă că împărăteasa Suiko (r. 593-629) și alți curteni au comandat piesa după moartea a două doamne notabile de la curte în anul 621 și după îmbolnăvirea lui Shōtoku și a consoartei sale în anul următor. Piesa era menită fie să ajute la accelerarea recuperării lor, fie să le ușureze renașterea în paradis. Prințul și consoarta au murit în 622, iar atelierul lui Tori a terminat statuia în anul următor.
Kannonul lui Yumedono de la Hōryūji este, de asemenea, în stilul lui Tori Busshi, deși nu se știe dacă atelierul său a creat statuia.

## Stilul sculptural
Lucrările lui Tori exemplifica arta budistă japoneză din perioada Asuka. Stilul său derivă în cele din urmă din cel al regatului chinez Wei de la sfârșitul secolului al IV-lea până la al VI-lea. Acest stil era destinat sculptării rocilor din peșteri și, chiar dacă Tori și asistenții săi au sculptat în lut pentru turnarea în bronz, piesele sale reflectă designul chinezesc orientat spre front și planeitatea suprafeței.  Stilul său a fost puternic influențat de statuile dinastiei Wei de Nord din China. Ceea ce distinge lucrările lui Tori este faptul că transmite liniște și moliciune, în ciuda unei aderențe rigide la posturile de stoc și la caracteristicile geometrice.
Figurile de Buddha ale lui Tori sunt așezate într-o postură verticală, cu picioarele încrucișate, iar veșmintele lor cad în cascadă pe corp în falduri regulate, bine definite. Formele geometrice care stau la baza sculpturilor apar în siluetele lor triunghiulare și le conferă un aspect de liniște și stabilitate. Mâna dreaptă a fiecărui Buddha este ridicată cu palma către privitor în stilul semui-in (sanscrită :abhayamudra), ceea ce transmite puterea lui Buddha de a-i ajuta pe ceilalți. Mâna stângă se sprijină pe piciorul stâng, cu palma în sus, în stilul seganin (sanscrită: varadamudra); aceasta indică capacitatea de a conduce privitorul pe calea care pune capăt tuturor suferințelor. Capul fiecărui Buddha este alungit, acoperit cu bucle de păr cunoscute sub numele de shōgō⁠(d) (sanscrită: lakshana ) care indică natura perfectă a lui Buddha. Fețele lor sunt compuse din planuri netede străpunse doar de nări, ochi și sprâncene asemănătoare unor fante.
Triada Shaka, în special, este un exemplu de stil Wei matur. Sculptura prezintă o figură a lui Buddha similară cu cea a statuii anterioare Shaka, așezată pe o estradă dreptunghiulară. Veșmintele acestui Buddha curg pe partea din față a platformei și trădează greutatea figurii. O serie de elemente animate contrastează cu Buddha senin și regulat. Capul său este înconjurat de o aureolă în flăcări, în care sunt așezați cei șapte Buddha ai trecutului (încarnările anterioare ale budismului care l-au precedat pe Shaka). O bijuterie de flăcări pe o floare de lotus inversată, reprezentând înțelepciunea lui Buddha, apare deasupra capului Shaka, iar vița de vie cu frunze înconjoară capul lui Buddha.